# Solniki (przystanek kolejowy)
Solniki – nieczynny kolejowy przystanek osobowy w Solnikach, w województwie lubuskim, w Polsce.